# الغرف الإفريقية الاستثنائية
الغرف الأفريقية الاستثنائية (بالفرنسية: Chambres africaines extraordinaires)‏ هي محكمة أسست باتفاق بين الاتحاد الأفريقي والسنغال للاعتراف بجرائم دولية وقعت في التشاد بين 7 يونيو 1982 و1 ديسمبر 1990. هذه المدة تقع أثناء فترة حكم الرئيس التشادي حسين حبري، الذي بدأت محاكمته في 20 يوليو 2015. الغرف الأفريقية الاستثنائية تم افتتاحها في 8 فبراير 2013 في دكار.

القاضي سيري علي با (Ciré Aly Bâ) هو المدير الحالي للغرف الأفريقية الاستثنائية في المحاكم السنغالية.

## التاريخ
بعد قرار محكمة العدل الدولية، إنطلقت السنغال بجدية فالتفاوض مع الاتحاد الأفريقي. مؤتمر رؤساء دول وحكومات الاتحاد الأفريقي طلب من السنغال بتحليل إجراء ات الملاحقات للجرائم التي وقعت في تشاد بين 1982 و1990 وذلك بالاشتراك مع مفوضية الاتحاد الأفريقي. بعد ذلك، قامت السنغال بتعديل على دستورها، ووقعت على وثيقة معاهدة مع الاتحاد الأوروبي في 22 أغسطس 2012 بخصوص إنشاء محكمة خاصة داخل نظام العدالة السنغالي.

في ديسمبر 2012، صادقت السنغال على قانون يسمح بإنشاء هذه المؤسسة القضائية الخاصة، والتي صودق على نظامها 30 يناير 2013، ومنها افتتحت أعمالها في 8 فبراير 2013 تحت اسم الغرف الأفريقية الاستثنائية. حسب عدة خبراء في العدالة الجنائية الدولية، هذه الغرف هي محاكم معولمة أي أصبحت عالمية، حتى وإن كانوا أكثر المحاكم وطنية في فئتهم.

## المكونات
نتحدث على غرف في سياق الجمع لأنه يوجد أربعة يكونون هذه المحكمة:
- الغرفة الأفريقية الاستثنائية للتحقيق
- الغرفة الأفريقية الاستثنائية للاتهام
- الغرفة الأفريقية الاستثنائية للجنايات
- الغرفة الأفريقية الاستثنائية لاستئناف الجنايات

### القضاة
الغرفة الأفريقية الاستثنائية للتحقيق: تتكون من 4 قضاة تحقيق ذوي جنسية سنغالية، و2 قضاة معوضين ذوا جنسية سنغالية، يعينهم رئيس مفوضية الاتحاد الأفريقي باقتراح من وزير العدل السنغالي (حسب الفصل 11 من نظام الغرف الأفريقية الاستثنائية).
- الرئيس: جان كاندي (Jean KANDE).
- الغرفة الأفريقية الاستثنائية للاتهام: تتكون من 3 قضاة ذوي جنسية سنغالية، و1 قضاة معوضين ذو جنسية سنغالية، يعينهم رئيس مفوضية الاتحاد الأفريقي باقتراح من وزير العدل السنغالي و2 كتاب محاكم (حسب الفصل 11 من نظام الغرف الأفريقية الاستثنائية).
- الرئيس: أسان ندياي (Assane NDIAYE).
- الغرفة الأفريقية الاستثنائية للجنايات: تتكون من رئيس و2 قضاة ذوي جنسية سنغالية، و2 قضاة معوضين ذوا جنسية سنغالية، يعينهم رئيس مفوضية الاتحاد الأفريقي باقتراح من وزير العدل السنغالي رئيس الغرفة يكون من دولة أخرى عضوة في الاتحاد الأفريقي.
- الغرفة الأفريقية الاستثنائية لاستئناف الجنايات: تتكون من رئيس و2 قضاة ذوي جنسية سنغالية، و2 قضاة معوضين ذوا جنسية سنغالية، يعينهم رئيس مفوضية الاتحاد الأفريقي باقتراح من وزير العدل السنغالي رئيس الغرفة يكون من دولة أخرى عضوة في الاتحاد الأفريقي.

### اللجنة التوجيهية
اللجنة التوجيهية لتمويل الغرف الأفريقية الاستثنائية تتكون من 10 ممولين وهم: حكومة السنغال، الاتحاد الأفريقي، الاتحاد الأوروبي، ألمانيا، بلجيكا، الولايات المتحدة، فرنسا، اللوكسمبورغ، هولندا، تشاد.

### مهمات أخرى
تم تعيين مكلف بالاتصالات لدى الغرف الأفريقية الاستثنائية وهو أم مندي (M Mendy).

## روابط خارجية
- الموقع الرسمي للغرف الأفريقية الاستثنائية.